# Dansk Filmjournal 3
|  | Denne artikel er oprettet af botten Steenthbot ud fra en ekstern database. Den kan derfor have sproglige fejl eller mangler. Denne skabelon kan fjernes efter kontrol af indholdet. |

Dansk Filmjournal 3 er en dansk dokumentarisk optagelse fra 1965.

## Handling
1965: Stålvalseværket i Frederiksværk udvider. Kong Frederik d. IX overværer indvielsen af den nye Konti-værk, som er gennemautomatiseret.
Arkitektkonkurrencen om det nye Industriens Hus blev afgjort og Arne Jacobsens forslag vandt, men det bliver Erik Møllers tegnestue, der skal stå for det kommende byggeri.